# Sylvania Township (Missouri)
Sylvania Township est un ancien township, situé dans le comté de Scott, dans le Missouri, aux États-Unis,.
Le township est fondé en 1871 et baptisé en référence aux forêts, en latin : sylvania, présentes dans ses limites.

### Source de la traduction
- (en) Cet article est partiellement ou en totalité issu de l’article de Wikipédia en anglais intitulé « Sylvania Township, Scott County, Missouri » (voir la liste des auteurs).